# Fuzzy Dice

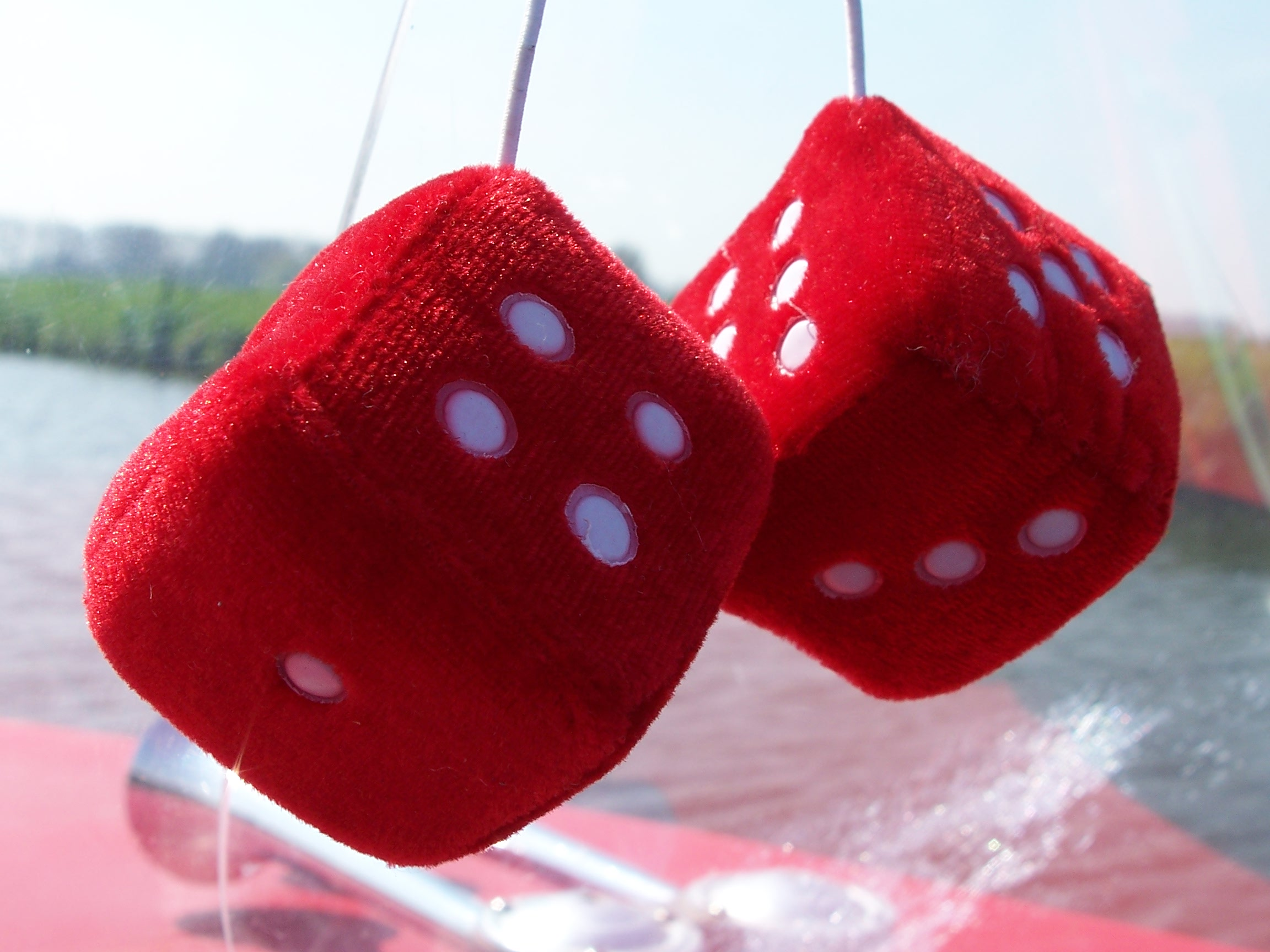

Als Fuzzy Dice (englisch fuzzy ‚flaumig‘, dice ‚Würfel‘) werden Nachbildungen von Spielwürfeln bezeichnet, die meist als Plüschwürfel die Rückspiegel von Autos zieren.

## Geschichte
Die im Original gehäkelten Würfel waren im Zweiten Weltkrieg als Glücksbringer der US-Luftwaffe beliebt. Nachdem sich viele ehemalige Soldaten nach dem Krieg dem Hobby Hot Rod verschrieben hatten, wurden die Würfel allmählich zu einem Symbol dafür: Sie signalisierten die Bereitschaft, ein illegales Autorennen zu fahren – dazu wurden die Würfel meist an den Innenspiegel gehängt.
Die ersten Fuzzy Dice wurden in den 50er Jahren in den USA verkauft. Das zu Beginn nur in der Hot-Rod-Szene bekannte Symbol wurde schnell bekannt, so dass schließlich zahlreiche Menschen diese Würfel im Wagen hatten. Allmählich wurden sie zu einem allgemeinen Zeichen von „Kampfbereitschaft“ und so auch zu einem beliebten Tattoo-Motiv.
In den 1970er und 1980er Jahren erlebten die Fuzzy Dice den Höhepunkt ihrer Beliebtheit. Ihre Verbreitung nahm danach immer weiter ab, da u. a. wegen der Straßenrennen in vielen Staaten der USA verboten wurde, etwas an den Rückspiegel zu hängen. Bereits 1993 kam eine Studie von David Hemenway und S.J. Solnick in den USA zum Ergebnis, es gebe keinen Zusammenhang zwischen dem Anbringen von Fuzzy Dice und einem auffällig aggressiven Fahrstil.
Heute ist die ursprüngliche Bedeutung dieser Würfel beinahe vollständig verloren gegangen.